# آرام صافاریان (دولتمرد)
آرام صافاریان (ارمنی: Արամ Վիլենի Սաֆարյան؛ زادهٔ ۳ اکتبر ۱۹۶۲) یک سیاستمدار، روزنامه‌نگار، دیپلمات و فعال اهل ارمنستان است که از تاریخ ۲۰۰۷ تا تاریخ ۲۰۱۲ سمت نمایندگی دوره چهارم مجلس ملی جمهوری ارمنستان را برعهده داشت.

## زندگی‌نامه
در ۳ اکتبر ۱۹۶۲ در ایروان به دنیا آمد و از دانشکده تاریخ دانشگاه دولتی ایروان فارغ‌التحصیل شد. وی همچنین برنده نشان دوستی شده‌است.